# Martin Schlegel (Spieleautor)

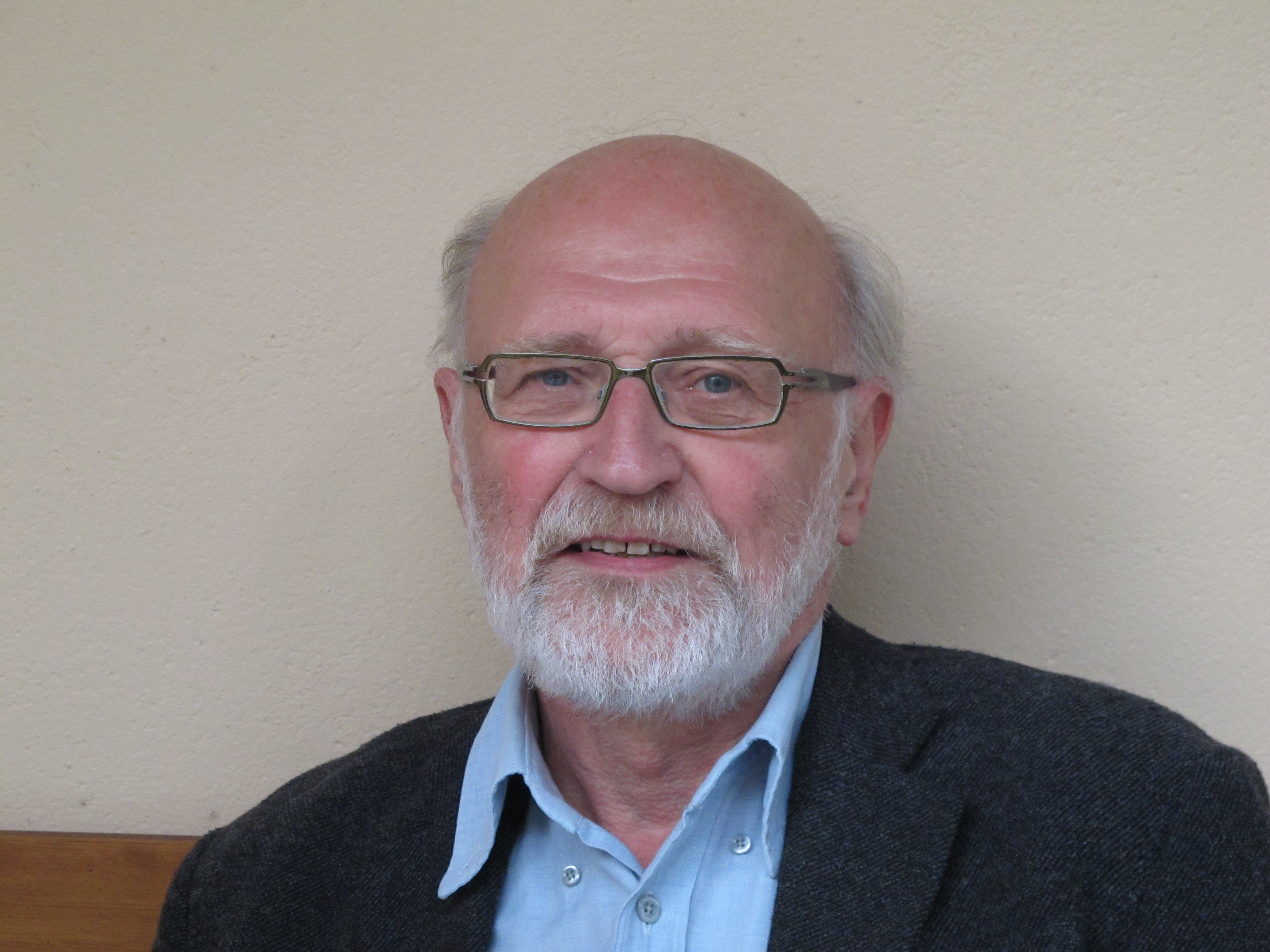
Martin Schlegel, 2014

Martin Schlegel (* 20. September 1946 in Ahlen) ist ein deutscher Spieleautor und Statistiker.

## Leben
Der Sohn eines Kleinfabrikanten wuchs in der münsterländischen Kreisstadt Ahlen auf, machte sein Abitur aber in der Nachbarstadt Hamm, da nur die ein mathematisch-naturwissenschaftliches Gymnasium aufwies. Schon als Jugendlicher war er ein leidenschaftlicher Schachspieler. 1966 wurde er mit der Jugendmannschaft seines Schachvereins NRW-Meister. Nach dem Abitur 1967 studierte er BWL an der Universität Münster. Mit dem Abschluss Diplom-Kaufmann 1973 wurde er bei der Stadtverwaltung Hagen wissenschaftlicher Mitarbeiter im Amt für Stadtforschung und Statistik. Von 1983 bis zum Eintritt in den Ruhestand 2004 war er dort Amtsleiter.
Von 2001 bis 2014 fungierte er ehrenamtlich als Redaktionsleiter der Zeitschrift „Stadtforschung und Statistik“, der Halbjahreszeitschrift des Verbandes Deutscher Städtestatistiker.
Seit 1990 beschäftigt sich Schlegel mit der Entwicklung eigener Brettspiele. Das gemeinsam mit seiner Ehefrau, einer Religionspädagogin, entwickelte Spiel Mit Mose durch die Wüste war 1996 sein erstes Brettspiel, das er bei einem Verlag unterbringen konnte. Von ihm stammte die Spielmechanik, von ihr die Themenausgestaltung. Von da ab folgten in geringen Abständen weitere Veröffentlichungen. Insgesamt waren es nach eigenen Angaben bis November 2014 einschließlich Zeitschriftenveröffentlichungen und Werbespielen 42 publizierte Autorenspiele, die Schlegel entwickelte. Davon sind etliche als Schachtel bei Spiele-Verlagen herausgekommen.
Sein zur Spielwarenmesse Nürnberg 2016 beim Verlag ADC Blackfire Entertainment erschienenes Spiel West of Africa errang zuvor beim Hippodice Autorenwettbewerb 2015 in Herne den Platz 1. 2017 erschien beim Kosmos-Verlag sein gemeinsam mit seiner Frau Erika entwickeltes Spiel Luther – Das Spiel über das Leben des Reformators Martin Luther.
Schlegel ist verheiratet und lebt in Hagen. Oft ist er beim wöchentlichen Spieletreff im AllerWeltHaus zu finden. Er ist auch Mitglied der Autorenvereinigung Spieleautorenzunft.

## Ansatz
Ausgangspunkt für Martin Schlegels Spieleatelier ist immer der Mechanismus eines Spiels. Ein Thema findet sich dann später, manchmal erst im Zusammenspiel mit dem publizierenden Verlag. So war Aqua Romana thematisch zunächst (2000) ein Abenteuer-Spiel ums Krokodilefangen, dann ein Wirtschaftsspiel um Erdölpipelines, bevor die römischen Aquädukte dem Spielemechanismus ein finales neues Design/Gesicht gaben (2005). Die Arbeit an einem Spieleprototyp, bis er veröffentlichungsreif ist, währt oft rund ein Jahr. Fünf Projekte gleichzeitig zu verfolgen, findet der Spieleautor völlig normal.
Die Grundphilosophie des Spieleentwicklers Schlegel lautet: kurze Regeln. Der Kopf soll nicht mit Regeln gefüllt werden. Außerdem gilt für ihn Alex Randolphs Grundsatz: „Ein Spiel ist erst dann fertig, wenn ich es nicht weiter vereinfachen kann.“

## Auszeichnungen
- 2001 Hekla, Platz 1 beim Hippodice Autorenwettbewerb (seinerzeit unter dem Titel DinxX)
- 2005: Aqua Romana, Nominierung für das Spiel des Jahres 2006.
- 2015: West of Africa, Platz 1 beim Hippodice Autorenwettbewerb 2015 (seinerzeit unter dem Arbeitstitel-Namen Lancelotto Malocello)

## Ludografie (ohne Werbespiele)
- 1996 Mit Mose durch die Wüste, Uljö (zusammen mit Erika Schlegel)
- 1998 Nuts, Piatnik
- 1998 Verflixt und zugesperrt, Piatnik
- 2000 M, Grünspan/Abacusspiele
- 2002 Hekla, Holzinsel Spiele
- 2005 Aqua Romana, Queen Games
- 2005 Cugolo, Holzinsel
- 2006 John Silver, Eggertspiele
- 2006 Top oder Flop, Argentum Verlag
- 2009 Darwinci, LudoArt, Heidelberger Spieleverlag
- 2010 Key West, Spiele-Idee Verlag
- 2010 Bangkok Klongs, dlp-games
- 2010 Rummelplatz, eggertspiele, (Gemeinschaftsarbeit von 10 Autoren)
- 2013 Atacama, Mücke Spiele
- 2013 Sauschwer, Zoch Verlag (zusammen mit Andrea Meyer)
- 2014 Takamatsu, Mücke Spiele
- 2014 4ty4, Spellenvereniging Ducosim
- 2015 Sirenen in Sicht, Smiling Monster Games[4]
- 2016 West of Africa, ADC Blackfire Entertainment
- 2016 Oranjepolder, Spellenvereniging Ducosim
- 2016 Luther: Das Spiel (zusammen mit Erika Schlegel), KOSMOS
- 2017 Ohne Firlefanz! Katholische Landjugendbewegung im Erzbistum Paderborn
- 2017 Adios Calavera! Mücke Spiele
- 2018 CityGang, Stadt Hagen: Junges, Altes Hagen
- 2019 Wolfheze, Spellenvereniging Ducosim
- 2021 Hagen 1888, Hagen – Stadt der FernUniversität, Stadtkanzlei
- 2021 Bamboo, Mücke Spiele (zusammen mit Harald Mücke)
- 2021 Willis Nachrichten Dschungel, Funke Mediengruppe
- 2022 Atacama Technology, Mücke-Spiele
- 2022 Wer mit dem Wolf spielt …, Selbstverlag
- 2022 SCHOLLEN TREIBEN, spieltrieb/Spiele-Offensive
- 2024 Monsters on the Moon, SPIEL DAS!
- 2024 WIPPE-LIG!, Gerhards Spiel und Design
- 2024 Seven Merry Monsters, 10 Trader
- 2025 Elch Dorado, Spieleschwan